# SRSF5
SRSF5 (англ. Serine and arginine rich splicing factor 5) – білок, який кодується однойменним геном, розташованим у людей на короткому плечі 14-ї хромосоми. Довжина поліпептидного ланцюга білка становить 272 амінокислот, а молекулярна маса — 31 264.
| 10         |  | 20         |  | 30         |  | 40         |  | 50         |
| ---------- |  | ---------- |  | ---------- |  | ---------- |  | ---------- |
| MSGCRVFIGR |  | LNPAAREKDV |  | ERFFKGYGRI |  | RDIDLKRGFG |  | FVEFEDPRDA |
| DDAVYELDGK |  | ELCSERVTIE |  | HARARSRGGR |  | GRGRYSDRFS |  | SRRPRNDRRN |
| APPVRTENRL |  | IVENLSSRVS |  | WQDLKDFMRQ |  | AGEVTFADAH |  | RPKLNEGVVE |
| FASYGDLKNA |  | IEKLSGKEIN |  | GRKIKLIEGS |  | KRHSRSRSRS |  | RSRTRSSSRS |
| RSRSRSRSRK |  | SYSRSRSRSR |  | SRSRSKSRSV |  | SRSPVPEKSQ |  | KRGSSSRSKS |
| PASVDRQRSR |  | SRSRSRSVDS |  | GN         |  |            |  |            |

A: Аланін

C: Цистеїн

D: Аспарагінова кислота

E: Глутамінова кислота

F: Фенілаланін

G: Гліцин

H: Гістидин

I: Ізолейцин

K: Лізин

L: Лейцин

M: Метіонін

N: Аспарагін

P: Пролін

Q: Глутамін

R: Аргінін

S: Серин

T: Треонін

V: Валін

W: Триптофан

Кодований геном білок за функцією належить до фосфопротеїнів. 
Задіяний у таких біологічних процесах, як процесинг мРНК, сплайсинг мРНК, ацетилювання, альтернативний сплайсинг. 
Білок має сайт для зв'язування з РНК. 
Локалізований у ядрі.